# Zwartkuifneushoornvogel
De zwartkuifneushoornvogel (Anorrhinus galeritus) is een neushoornvogel die voorkomt in Zuidoost-Azië.

## Beschrijving
De zwartkuifneushoornvogel is 85 cm lang; de vogel is bijna geheel zwart met een afhangende kuif. De bovenkant van de staart is voor ongeveer twee derde van de lengte grijsbruin gekleurd. Deze neushoornvogel heeft een gladde, weinig opvallende "hoorn" op de bovensnavel. De snavel van het mannetje is donkergrijs tot zwart en die van het vrouwtje vaak licht roomkleurig. De kale huid rond het oog is blauw.

## Verspreiding en leefgebied
De zwartkuifneushoornvogel komt voor in bosgebieden in Tenasserim, Zuid-Thailand, het schiereiland Malakka, Sumatra en Borneo. Het leefgebied zijn tropisch regenwoud en uitgekapt secondair bos in laagland en heuvelland tot op een hoogte van 1200 m boven de zeespiegel. Op Borneo is het in bosgebieden de meest voorkomende soort neushoornvogel.

## Status
De zwartkuifneushoornvogel heeft een enorm groot verspreidingsgebied en daardoor alleen al is de kans op uitsterven gering. De grootte van de populatie is niet gekwantificeerd. De vogel is alleen plaatselijk algemeen, er is aanleiding te veronderstellen dat de soort in aantal achteruit gaat wegens een sterke mate van ontbossing binnen het verspreidingsgebied. Om die redenen is de status van deze neushoornvogel op de Rode Lijst van de IUCN in 2018 gewijzigd van niet bedreigd naar gevoelig.